# Lijst van beschermd erfgoed in Colfontaine
Onderstaande tabel geeft een overzicht van de beschermde erfgoederen in de gemeente Colfontaine. Het beschermd erfgoed maakt onderdeel uit van het cultureel erfgoed in België.
| Object                                             | Bouwjaar/architect | Deelgemeente | Adres                                    | Coördinaten                   | Nummer?                | Afbeelding                   |
| -------------------------------------------------- | ------------------ | ------------ | ---------------------------------------- | ----------------------------- | ---------------------- | ---------------------------- |
| Huis "La Court"                                    |                    | Wasmes       | Rue Wilson 26                            | 50° 25' 1" NB, 3° 50' 20" OL  | 53082-CLT-0002-01 Info | Huis "La Court"              |
| Kerk Notre-Dame: klokketoren                       |                    | Wasmes       |                                          | 50° 25' 18" NB, 3° 50' 43" OL | 53082-CLT-0003-01 Info | Kerk Notre-Dame: klokketoren |
| Volkshuis                                          |                    | Pâturages    | rue du Peuple, n° 1                      | 50° 24' 30" NB, 3° 51' 44" OL | 53082-CLT-0005-01 Info | Volkshuis                    |
| Mijnmuseum en de oude steenkolenmijn "les Wagnaux" |                    | Wasmes       | rue du pont d'Arcole                     | 50° 25' 27" NB, 3° 50' 27" OL | 53082-CLT-0006-01 Info |                              |
| Huis Fénelon, ook "Belle Maison" genoemd           |                    | Pâturages    | rue Libiez, n°s 2 A en 2 B, te Pâturages | 50° 23' 42" NB, 3° 51' 45" OL | 53082-CLT-0007-01 Info |                              |